# Magrão (ur. 1978)
Magrão, właśc. Márcio Rodrigues (ur. 20 grudnia 1978 w São Paulo) – piłkarz brazylijski, występujący na pozycji defensywnego pomocnika.

## Kariera klubowa
Magrão karierę piłkarską rozpoczął w AD São Caetano w 1995. W 2000 przeszedł do SE Palmeiras. W Palmeiras 3 sierpnia 2000 w zremisowanym 0-0 meczu z Botafogo FR Magrão zadebiutował w lidze brazylijskiej.
Z Palmeiras spadł do drugiej ligi w 2002, by po roku do niej wrócić. W trakcie pobytu w Palmeiras był wypożyczony do swojego byłego klubu – São Caetano w latach 2002–2003. W latach 2005–2007 był zawodnikiem japońskiego klubu Yokohama F. Marinos. W trakcie gry w Marinos został wypożyczony do Corinthians Paulista. W latach 2007–2009 występował w SC Internacional.
Z Internacionalem dwukrotnie zdobył mistrzostwo stanu Rio Grande do Sul – Campeonato Gaúcho w 2008 i 2009 oraz Copa Sudamericana 2008. W 2009 ponownie wyjechał do Zjednoczonych Emiratów Arabskich do klubu Al-Wahda Abu Zabi, w którym występuje do chwili obecnej. Z Al-Wahda zdobył mistrzostwo ZEA w 2010.

## Kariera reprezentacyjna
Magrão w reprezentacji Brazylii zadebiutował 18 sierpnia 2004 w wygranym 6-0 towarzyskim meczu z reprezentacją Haiti.
Ostatni raz w reprezentacji Magrão wystąpił 27 kwietnia 2005 w wygranym 3-0 towarzyskim meczu z reprezentacją Gwatemali.
| Mecze i gole w reprezentacji | Mecze i gole w reprezentacji | Mecze i gole w reprezentacji | Mecze i gole w reprezentacji | Mecze i gole w reprezentacji | Mecze i gole w reprezentacji | Mecze i gole w reprezentacji |
| #                            | Data                         | Miasto                       | Przeciwnik                   | Gol                          | Wynik                        | Rozgrywki                    |
| ---------------------------- | ---------------------------- | ---------------------------- | ---------------------------- | ---------------------------- | ---------------------------- | ---------------------------- |
| 1.                           | 18.08.2004                   | Port-au-Prince               | Haiti                        |                              | 6:0                          | towarzyski                   |
| 2.                           | 13.10.2004                   | Maceió                       | Kolumbia                     |                              | 0:0                          | el. MŚ 2006                  |
| 3.                           | 27.04.2005                   | São Paulo                    | Gwatemala                    |                              | 3:0                          | towarzyski                   |